# 黄兴旧居
黄兴故居是中国上海市的一座历史建筑，位于徐汇区湖南路街道武康路393号。

## 历史
该建筑建于1912年，是一幢美国乡村风格的别墅，陡坡瓦顶。1916年7月，辛亥革命元勋黄兴从美国回国，寓居此地，直至10月31日逝世于此。期间孙中山曾两次来这里与他會面。黄兴逝世后，举行了国葬仪式。現存的现代式大楼建于1930年代。此后，该建筑曾为世界社、世界中小学、中国学典馆等機構使用。中華人民共和國成立后，當地起初由华东文教委会接手管理。现为武康路旅游咨询中心、徐汇老房子艺术中心。原有的花園已不存在。
2011年，黄兴故居列为徐汇区文物保护单位。2014年4月4日，黄兴故居列为第八批上海市文物保护单位。